# Мирное (Славянский район)
Мирное (укр. Мирне) — посёлок в Славянской городской общине Краматорского района Донецкой области Украины.

## Общие сведения
Население по переписи 2001 года составляло 1587 человек. Почтовый индекс — 84173. Телефонный код — 626.